# أحمد بابكر
أحمد بابكر والمعروف أيضا بأبو بكر السوداني هو فقيه مالكي وإمام ومرشد ومقدم تلفزيوني سوداني-بريطاني،

## مسيرته
ولد بابكر في الخمسينيات بأم درمان في دولة السودان, وهو ينحدر من الصحابي أبو بكر الصديق, الذي يحمل اسمه. درس العلوم الإسلامية في السودان على يد الشيخ فاتح قريب الله ابن الشيخ قريب الله ابن الشيخ أحمد الطيب. وقد طلب العلم في مختلف التخصصات الإسلامية، بما في ذلك الفقه المالكي ووالحديث ووالعقيدة والتفسير والتأويل وأجازه فقهاء من أفريقيا والشرق الأوسط.
في شبابه انخرط في الطريقة السمانية وقد منحه الإجازة الشيخ فاتح قريب الله. وتلقى في وقت لاحق إجازات من الشيخ صالح الجعفري والشيخ محمد ناظم الحقاني.
سنة 1977 هاجر إلى بريطانيا وتخرج من جامعة لندن في الرياضيات والإدارة. وبدأ بأول برنامج له بمسجد ريجنت بارك. وشارك في تطوير مركز إسلامي شمال لندن. يعمل بابكر حاليا كإمام بالمدارس الابتدائية الإسلامية التي أسسها يوسف إسلام عام 1983م, ويقدم فيها ورش عمل ومؤتمرات كما يقدم دورات في مختلف المواد الإسلامية في عدة جامعات ومراكز إسلامية.
في عام 2004، أسس بابكر أولفا إيد، وهي جمعية خيرية إنسانية دولية تساعد الفقراء والمحتاجين في جميع أنحاء العالم. وهو أيضا مدير ومؤسس كهف الرومي, وهو مركز اجتماعي للشباب غرب لندن، الذي يعقد سنويا رحلة إلى مؤسسة الثغرة الثقافية شمال غرناطة. ويقدم بابكر برنامج «الحكمة والشاي» الذي يبث كل يوم خميس في الساعة السابعة مساء على قناة British Muslim TV